# Lior Rokach
Lior Rokach (en hébreu : ליאור רוקח), né le 31 octobre 1972, est professeur titulaire d'ingénierie israélien à l'université Ben Gourion du Néguev, connu pour ses recherches dans les domaines de l'exploration de données, de l'apprentissage informatique et de la protection de la vie privée. Il est ancien chef du département d'ingénierie des logiciels et des systèmes d'information et ex-directeur du centre commun de l'université Ben Gourion du Néguev avec la police israélienne pour la criminologie informatique.

## Biographie

### Formation
Lior Rokach naît, grandit et fait ses études à Holon. Il effectue son service militaire dans l'unité 8200 du Corps de renseignement. Il étudie dans le cadre du programme Adi Lautman, cursus interdisciplinaire d'excellence proposé par l'université de Tel Aviv et après avoir obtenu sa licence et sa maîtrise en génie industriel, il poursuit ses études de doctorat. En 2004, il obtient un doctorat en philosophie.

### Fonctions professorales et administratives
Lior Rokach rejoint la Faculté des sciences de l'ingénieur de l'université Ben Gourion du Néguev et y enseigne depuis. Il fonde le Laboratoire des systèmes d'apprentissage et le Laboratoire Big Data de l'université Ben Gourion du Néguev et en est actuellement le chef. Il est également  président du comité d'enseignement de la Faculté d'ingénierie de l'université Ben Gourion du Néguev. La même année, Lior Rokach, avec les professeurs Yuval Elovitz et Bracha Shapira, fonde les Deutsche Telekom Innovation Laboratories à l'université Ben Gourion.

### Activités éditoriales
Rokach est rédacteur en chef de la revue Information Fusion et de la revue ACM Transactions on Intelligent Systems and Technology ainsi que membre senior des comités de grandes conférences internationales.

### Entrepreneuriat
Avant de rejoindre l'université Ben Gourion du Néguev, Lior Rokach fonde la société Common, spécialisée dans la gestion automatisée des connaissances,,.

## Domaines de recherche
Les recherches de Lior Rokach portent sur l'apprentissage informatique et ses utilisations dans divers domaines, tels que : la sécurité de l'information, les systèmes de recommandation et l'analyse des réseaux sociaux. Lior Rokach est partenaire de l'étude MindDesktop qui vise à contrôler un ordinateur avec le seul pouvoir de la pensée en apprenant les modèles d'activité électrique dans le cerveau lorsque le sujet réfléchit à différentes actions. Cette recherche est sélectionnée comme l’un des développements technologiques révolutionnaires en Israël et est présentée au président Barack Obama lors de sa visite en Israël en 2013.

## Récompenses et distinctions
Lior Rokach remporte plusieurs prix d'excellence, dont le Toronto Award for Early Researchers,.

## Publications
Lior Rokach a publié des centaines d'articles dans des revues et des conférences, écrit six livres et édite quatre livres qui reçoivent d'excellentes critiques,,,,

### Ouvrages qu'il a écrits
- 2014 :  « Data Mining with Decision Trees: Theory and Applications » (exploration de données avec arbres de décision : théorie et applications), co-écrit avec Oded Maimon, World Scientific Publishing, 2e édition[19] ;
- 2014 : « Proactive Data Mining with Decision Trees » (exploration proactive de données avec des arbres de décision), co-écrit avec  Haïm Dahan, Shahar Cohen et Oded Maimon, Springer[20] ;  .
- 2012 : « Data Leakage Detection and Prevention » (détection et prévention des fuites de données), co-écrit avec Asaf Shabtaï et Yuval Elovici, Springer[21] ;
- 2010 : « Pattern Classification Using Ensemble Methods» (Classification de modèles utilisant des méthodes d'ensemble), série sur la perception machine et l'intelligence artificielle, World Scientific Publishing[22] ;
- 2005 : « Decomposition Methodology for Knowledge Discovery and Data Mining: Theory and Applications » (méthodologie de décomposition pour la découverte de connaissances et l'exploration de données : théorie et applications), co-écrit avec Oded Maimon, World Scientific Publishing[23].

### Ouvrages qu'il a édités
- 2010 : Oded Maimon et Lior Rokach, « The Data Mining and Knowledge Discovery Handbook: A Complete Guide for Practitioners and Researchers » (manuel d'exploration de données et de découverte de connaissances : un guide complet pour les praticiens et les chercheurs), Springer, 2e édition[24] ;
- 2010 : Francesco Ricci, Lior Rokach, Bracha Shapira et Paul Kantor, « Recommender Systems Handbook » (manuel des systèmes de recommandation), Springer[25] ;
- 2007 : Oded Maimon et Lior Rokach, « Soft Computing for Knowledge Discovery and Data Mining » (Soft Computing pour la découverte des connaissances et l'exploration de données), Springer[26] ;
- 2005 : Oded Maimon et Lior Rokach, « The Data Mining and Knowledge Discovery Handbook: A Complete Guide for Practitioners and Researchers » (manuel d'exploration de données et de découverte de connaissances : un guide complet pour les praticiens et les chercheurs), Springer[27] ;